# Lübsche Straße 44 (Wismar)
Das ehemalige Wohnhaus Lübsche Straße 44 in Wismar-Altstadt, Lübsche Straße gegenüber der Heiligen-Geist-Kirche, stammt von um 1800 und in Teilen von um 1650.
Das Gebäude steht unter Denkmalschutz. Es wird heute vom 1991 gegründeten Verein zur Förderung seelischer Gesundheit und Integration – Das Boot genutzt.

## Geschichte

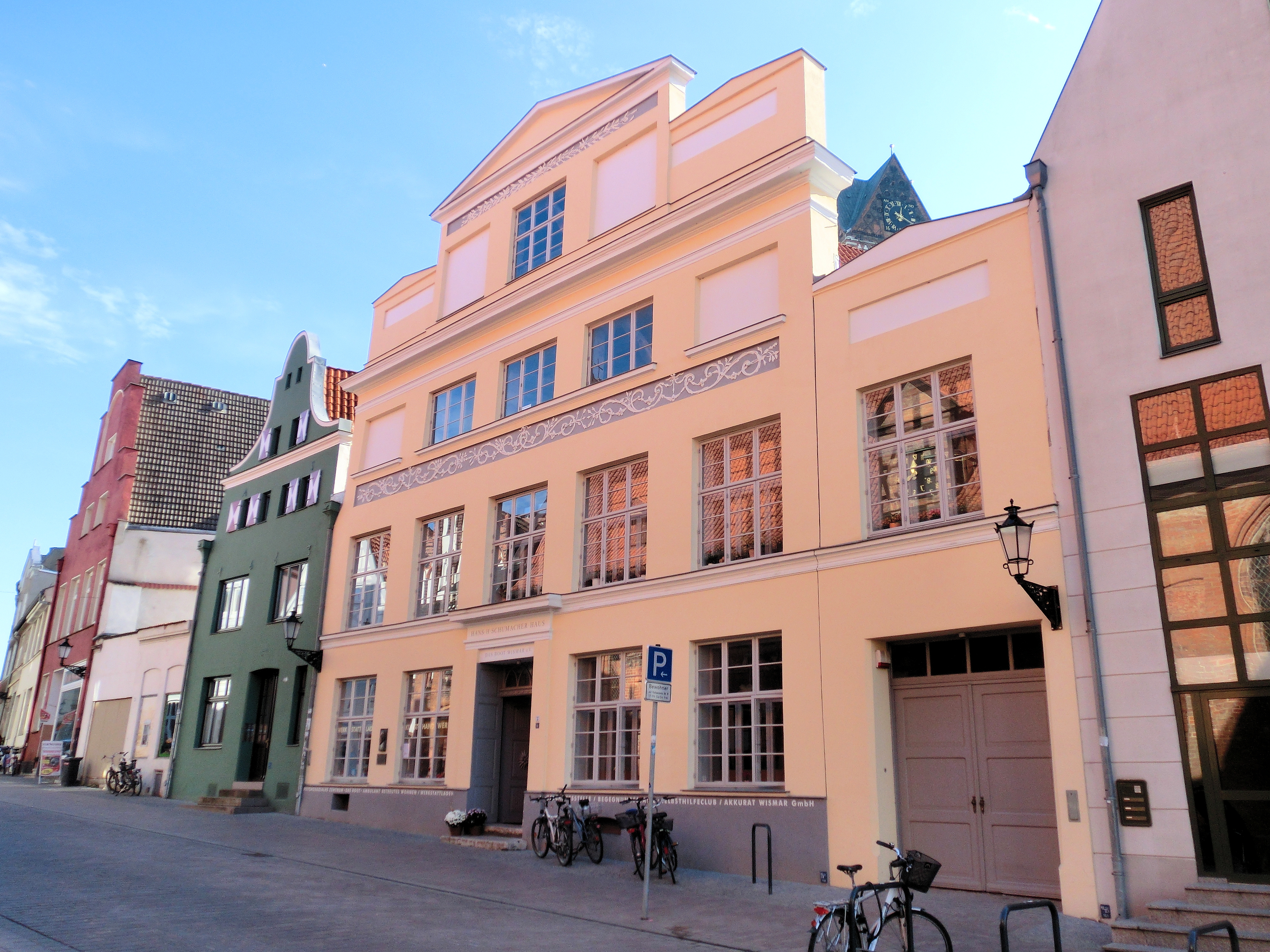
Nr. 44 sowie Giebelhäuser 42 und 38

Das Vorderhaus der 1650er Jahre wurde als Dielenhaus mit Speichergeschossen und vermutlich auch mit Kemlade errichtet. Erhalten blieben Brandwände, ein Kreuzgratgewölbe und ein noch älterer Keller. Der westliche Anbau wurde später (um 1800) einbezogen. Der rückseitige zweigeschossige Giebel hat eine Fachwerkfassade.
Der Umbau führte zur viergeschossigen klassizistischen Schaufassade und innen entstand im Erdgeschoss, in der alten zweigeschossigen Diele, die filigrane klassizistische Treppe, die zur Beletage führt.
In den 1980er Jahren war für das leerstehende, baufällige Gebäude mit dem östlichen Nachbarhaus ein nicht realisierter Umbau für medizinhistorische, museale Nutzung geplant. Dabei wurden jedoch erste Bau- und Sicherungsmaßnahmen nicht immer denkmalgerecht durchgeführt, die Hoffassade saniert, eine Stahlbetondecke eingebaut und die baufällige Kemlade abgerissen. Das Haus stand danach etwa 20 Jahre leer.
Von 2005 bis 2007 wurde ein Sanierungsgutachten erarbeitet und das Haus nach Plänen von Markus Weise und dem Büro stadt+haus bis 2008 mit der markanten Treppe mit Mitteln der Städtebauförderung behindertengerecht (Aufzug, Rampen) saniert. Die Wandmalerei in Form einer mehrfarbigen Quaderimitation auf der westlichen Brandwand wurde partiell restauriert. Auch die Deckenmalerei soll wiederhergestellt werden. Anstelle der alten Kemlade entstand ein moderner zweigeschossiger Neubau.
Neuer Eigentümer und Nutzer des Gebäudes ist seit 2007 der Verein Das Boot mit seinen Aufgaben zur Förderung seelischer Gesundheit und der Integration sowie Betreuung und Begleitung psychisch Kranker. Im Haus befindet sich die Verwaltung des Vereins, Räume für eine offene Begegnungsstätte mit Cafeteria (EG) und ein Laden (EG).